# Der rosarote Schmierfink
Der rosarote Schmierfink ist ein US-amerikanischer Zeichentrick-Kurzfilm von Friz Freleng aus dem Jahr 1964.

## Handlung
Ein weißer Mann streicht eine Wand mit blauer Farbe. Der rosarote Panther erscheint und streicht die Wand unbemerkt in Rosa um. Der Mann versucht, nicht nur Wände, sondern auch Säulen, Treppen und ganze Zimmer blau zu streichen, doch schlagen seine Versuche fehl, da der Panther durch verschiedene Tricks stets schneller und unbemerkt alles in Rosa einfärbt. Zunächst vermutet der Mann im Täter eine Maus, später eine große Maus und erwischt schließlich den Panther beim Farbeimertragen. Er verfolgt ihn mit einer Schrotflinte, die der Panther jedoch mit rosa Farbe füllen kann. So wird schließlich sogar das Äußere des Hauses rosa beschossen und schließlich vollständig eingefärbt.
Der Mann sammelt schließlich sämtliche Eimer mit rosa Farbe ein und vergräbt sie unweit des Hauses. Die Blumen und Bäume, die nun entstehen, sind sämtlich rosa gefärbt und sogar die Sonne nimmt diese Farbe an. Am Ende streicht der Panther den Mann rosa, nimmt seine Sachen und zieht in die Villa ein. Der Mann reagiert wütend.

## Produktion
Der rosarote Schmierfink war der erste Kurztrickfilm der Serie Der rosarote Panther, die als Reaktion auf den populären Trickvorspann des 1963 in die Kino gekommenen Spielfilms Der rosarote Panther entwickelt wurde. Der rosarote Schmierfink kam am 18. Dezember 1964 in die Kinos.
Es war der erste im Kino angelaufene Trickfilm des neugegründeten Trickfilmstudios DePatie-Freleng Enterprises, die Friz Freleng nach seinem Weggang bei Warner Bros. gegründet hatte.

## Auszeichnungen
Der rosarote Schmierfink gewann 1965 den Oscar in der Kategorie „Bester animierter Kurzfilm“.

## Deutsche Fassung
In der Fassung für das deutsche Fernsehen wird die Handlung von gereimten Kommentaren aus dem Off ergänzt. Die von Eberhard Storeck verfassten Verse werden gesprochen von Gert Günther Hoffmann.